# جورج برينر
جورج برينر (بالإنجليزية: George Brenner)‏ هو سياسي أسترالي، ولد في 17 يونيو 1929. حزبياً، نشط في حزب العمال الأسترالي. وقد انتخب عضو المجلس التشريعي نيو ساوث ويلز.